# Araneus ryukyuanus
Araneus ryukyuanus är en spindelart som beskrevs av Akio Tanikawa 200. Araneus ryukyuanus ingår i släktet Araneus och familjen hjulspindlar. Inga underarter finns listade i Catalogue of Life.

## Bildgalleri

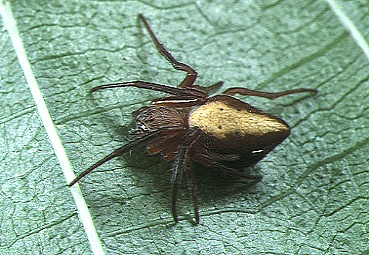
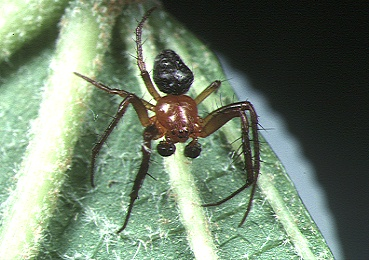